# Župna crkva Uznesenja Blažene Djevice Marije u Stenjevcu
Župna crkva Uznesenja Blažene Djevice Marije katolička je crkva građena od 1758. do 1769. godine.
Nalazi se u Gradu Zagrebu u četvrti Stenjevec i zaštićeno kulturno dobro Republike Hrvatske.

## Povijest
Župna crkva Uznesenja Blažene Djevice Marije nalazi se na mjestu gdje je u 16. stoljeću bila kapela čudotvornog kipa Majke Božje. Najstariji dio sadašnje crkve, gdje se sada nalazi sakristija, potječe iz 16. stoljeća te je pripadao kapeli čudotvornog kipa Majke Božje.
Crkvu je u svibnju 1769. godine posvetio beogradski biskup i prepošt zagrebačke stolne crkve Stjepan Pucz. Današnji izgled crkva je dobila nakon rekonstrucije poslije potresa 1880. godine. Crkva je bila obnavljana i od 1995. do 1997. godine. U potresu koji je pogodio Zagreb u ožujku 2020. godine crkva je zadobila znatna oštećena te je njena obnova završena 2024. godine.

## Arhitektura
Crkva je prvotno izgrađena u baroknom stilu, s kupolastim svodovima u svetištu i lađi koji su se oslanjali na poluokrugle lukove. Nakon potresa 9. studenoga 1880., tijekom obnove došlo je do značajnih promjena u njezinoj strukturi, iako su dimenzije ostale gotovo nepromijenjene. Još jedan potres, 17. prosinca 1901., pogodio je zagrebačku okolicu i ponovno oštetio crkvu. Tijekom Prvog svjetskog rata, 1916. godine, vojno zapovjedništvo naredilo je oduzimanje svih metalnih predmeta korisnih u ratne svrhe. Tako su 19. rujna iste godine župi Stenjevec oduzeta četiri crkvena zvona – tri iz zvonika župne crkve i jedno iz kapelice sv. Martina. Nova zvona za župnu crkvu nabavljena su 1926. godine.
Župna crkva izgrađena je u baroknom stilu s prostranom lađom, četverokutnim svetištem i visokim tornjem sa šiljastim završetkom. Glavno pročelje je valovito, s trokutastim zabatom u sredini, a dodatno je raščlanjeno pilastrima, nišama, prozorima i vratima, što je svrstava među značajnije barokne crkve zagrebačke okolice.

## Unutrašnjost
Crkva je izgrađena u baroknom stilu te je prvotno bila potpuno presvođena. Nakon potresa 1880. godine, svod nad lađom je srušen, a crkva znatno oštećena. Oltari su isprva imali zidne slike umjesto retabla, a tijekom vremena došlo je do velikih promjena u arhitekturi i inventaru. Od spomeničke vrijednosti sačuvani su tri oltara, propovjedaonica, orgulje i ormar u sakristiji. Među značajnim umjetninama ističe se gotički kip Madone iz 15. stoljeća, naslikana kompozicija Uznesenja Marijina te drveno raspelo koje se pripisuje Hansu Ludwigu Ackermannu. Crkva također čuva djela Ivana Zaschea iz 19. stoljeća te nadgrobni spomenik grofa Petra Troila Sermagea iz 1771. godine. Unutrašnjost crkve krase barokni vitraji s prizorima svetaca, izrađeni u zagrebačkoj radionici Ivana Marinkovića, koji prostoru daju prigušeno osvjetljenje.
Crkva je imala zvona iz 1694., 1736. i 1808. godine, no ona su rekvirirana tijekom Prvog svjetskog rata, a nova su nabavljena 1926. godine. Među liturgijskim predmetima ističe se monstranca iz 17. stoljeća s prijelaznim gotičko-baroknim elementima te nekoliko kaleža iz 17. i 18. stoljeća.

## Arheološko otkriće
Tijekom istraživanja koja su pratila obnovu crkve nakon potresa 2020., na ovoj su lokaciji pronađeni novovjekovni grobovi. Uz ostatke ljudskih kostiju pronađeno je i prstenje, svetačke medalje, krunice, križići, barokne kopče i dijelovi odjeće iz 17., 18., te 14. stoljeća.  Istraživanje je provodio zagrebački Arheološki muzej, gdje se pronađeni predmeti sada čuvaju.

## Galerija
- Pogled na crkvu
- Unutrašnjost
- Pogled s oltara prema izlazu
- Oltar
- Propovjedaonica iz vremena oko 1778. – 1780., urešena rokoko-ukrasima
- Vitraj izrađeni u zagrebačkoj radionici Ivana Marinkovića